# Głodnica
Głodnica (dodatkowa nazwa w j. kaszub. Głodnica) – część wsi Strzepcz w Polsce, położona w województwie pomorskim, w powiecie wejherowskim, w gminie Linia.
W latach 1975–1998 Głodnica administracyjnie należała do województwa gdańskiego.
Głodnica leży na północnym skraju kompleksu Lasów Mirachowskich. Głodnica jest częścią sołectwa Strzepcz. Na południe od Głodnicy znajdują się rezerwaty przyrody: Żurawie Błota, Jezioro Lubogoszcz i Szczelina Lechicka.
Przez Głodnicę kursują autobusy PKS Gdynia. Zapewniają dojazd do Wejherowa.

## Historia
Miejscowa szkoła istnieje od długiego czasu, nie jest znana jednak data powstania. Znajdowała się ona w innym miejscu niż dziś.
Budowa nowego budynku szkoły została ukończona w 1901 roku. Funkcjonowała ona do 1975 roku, kiedy dzieci przeniesiono do szkoły zbiorczej w Miłoszewie. Szkoła w Głodnicy została ponownie otwarta w 1991 roku.
Od września 1991 roku w miejscowej szkole zaczęto wykładać język kaszubski. Jest to pierwsza szkoła w okolicy ucząca języka kaszubskiego.

## Zobacz też

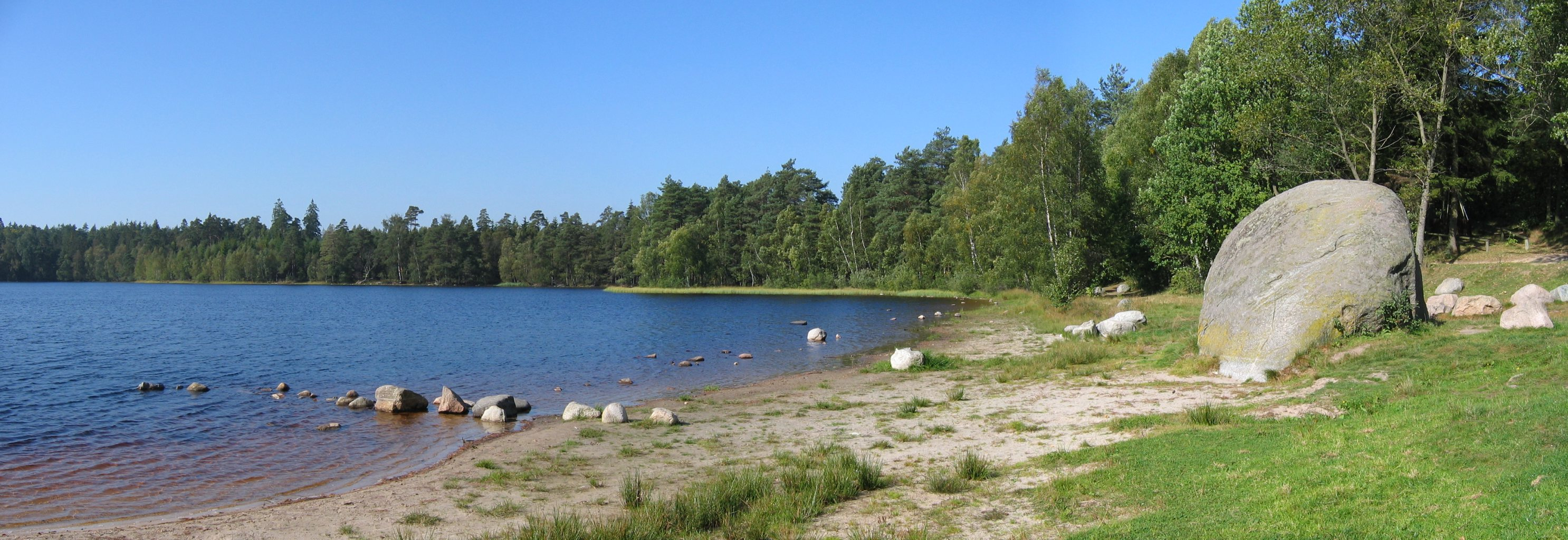
Diabelski Kamień w rezerwacie "Żurawie Błota"